# Mokra Szczelina
Mokra Szczelina – jaskinia, a właściwie schronisko, w Dolinie Kościeliskiej w Tatrach Zachodnich. Wejście do niej położone jest w Wąwozie Kraków, w stoku opadającym spod Upłazkowej Turni, powyżej Jaskini pod Okapem, na wysokości 1372 m n.p.m. Długość jaskini wynosi 10 metrów, a jej deniwelacja 5 metrów.

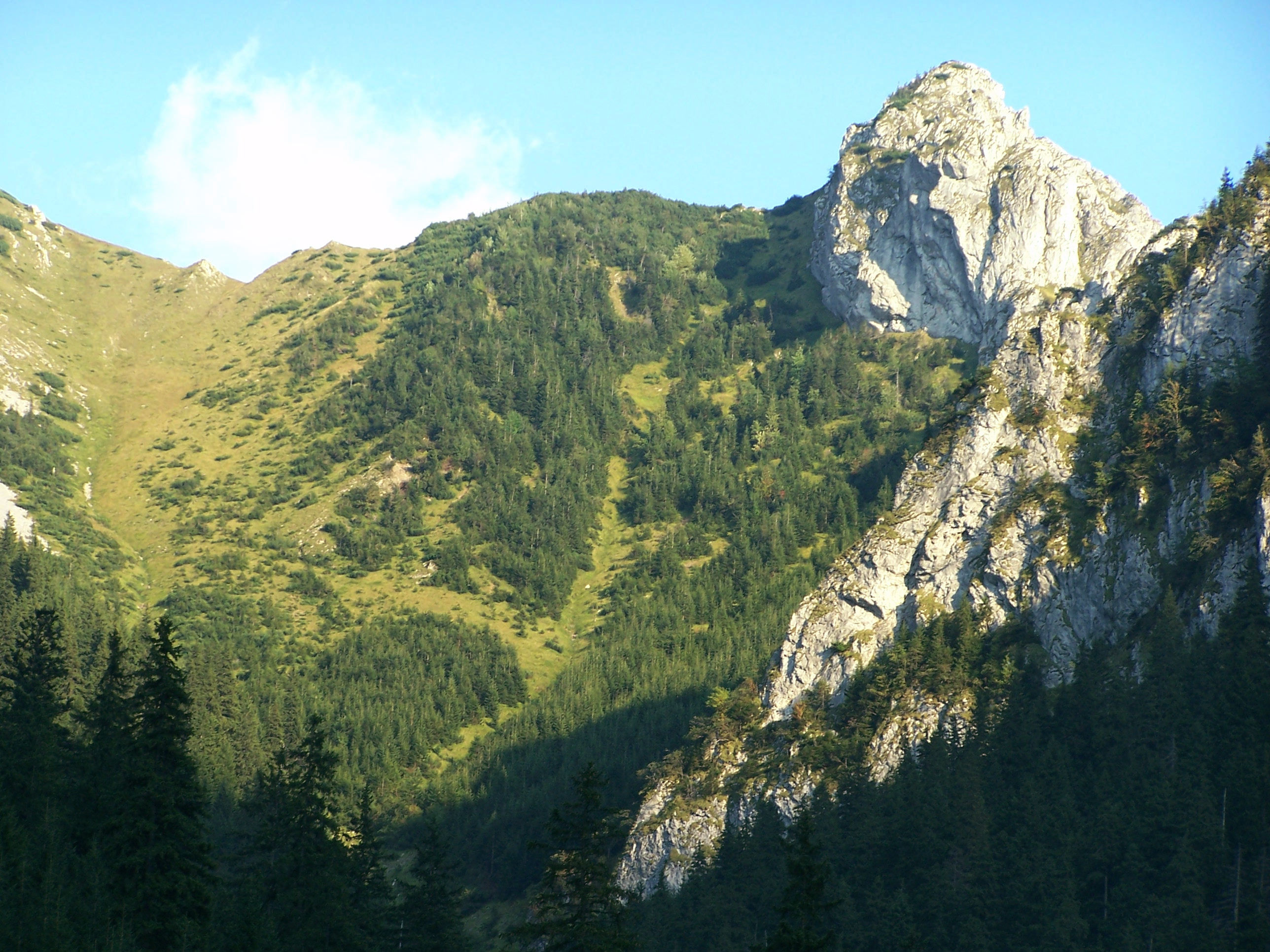
Upłazkowa Turnia

## Opis jaskini
Jaskinię stanowi idący do góry szczelinowy korytarz zaczynający się w obszernym otworze wejściowym przedzielonym mostem skalnym, przechodzący przez dwa prożki i kończący namuliskiem.

## Przyroda
W jaskini występuje mleko wapienne i nacieki grzybkowe. Ściany są mokre, rosną na nich glony i porosty.

## Historia odkryć
Brak jest informacji o odkrywcach jaskini. Jej pierwszy plan i opis sporządził R.M. Kardaś przy współpracy A. Gruzy i H. Hercman w 1979 roku.